# Marc Sergeant
Marc Sergeant (Aalst, 16 augustus 1959) is een voormalig Belgisch wielrenner. Hij was gedurende 19 jaar werkzaam in de staf van de Belgische Lotto Soudal wielerploeg tot september 2021 als ploegleider, sportief manager en op het einde sportief adviseur.

## Belangrijkste overwinningen
1981
- Omloop Het Volk voor Beloften & elite zonder contract
- Belgisch Kampioen wielrennen voor elite zonder contract op de weg (Waterschei)

1982
- 3e etappe Ruta del Sol
- Eindklassement Ruta del Sol

1983
- 6e etappe Vierdaagse van Duinkerken

1984
- 5e etappe Ronde van Zwitserland

1986
- Belgisch kampioen op de weg, Elite
- 3e etappe Ster van Bessèges

1987
- 2e etappe Ronde van Nederland (Profronde van Almelo)
- 5e etappe Tour de France

1988
- 6e etappe Ronde van Nederland

## Resultaten in voornaamste wedstrijden
| Jaar | Ronde van Italië | Ronde van Frankrijk | Ronde van Spanje |
| ---- | ---------------- | ------------------- | ---------------- |
| 1981 |                  |                     |                  |
| 1982 |                  |                     |                  |
| 1983 | 32e              |                     |                  |
| 1984 |                  | 48e                 |                  |
| 1985 |                  | 59e                 |                  |
| 1986 |                  | opgave              |                  |
| 1987 |                  | opgave (1)          |                  |
| 1988 |                  | 33e                 |                  |
| 1989 |                  | 61e                 |                  |
| 1990 |                  | 62e                 |                  |
| 1991 |                  | 81e                 |                  |
| 1992 |                  | 66e                 |                  |
| 1993 |                  | 69e                 |                  |
| 1994 |                  |                     |                  |
| 1995 |                  |                     |                  |
| 1996 |                  |                     |                  |

| Jaar | Milaan-San Remo | Gent-Wevelgem | Ronde van Vlaanderen | Parijs-Roubaix | Amstel Gold Race | Luik-Bast.‑Luik | Omloop Het Volk | Parijs-Brussel | E3 Harelbeke |  | WK op de weg |  | Wereldranglijsten |
| ---- | --------------- | ------------- | -------------------- | -------------- | ---------------- | --------------- | --------------- | -------------- | ------------ |  | ------------ |  | ----------------- |
| 1981 |                 |               |                      |                |                  |                 |                 | 26e            |              |  |              |  |                   |
| 1982 | 60e             |               | 9e                   | 7e             | 20e              |                 |                 | 34e            |              |  |              |  |                   |
| 1983 | 14e             |               | ↑                    |                | 14e              | 13e             |                 | 25e            |              |  |              |  |                   |
| 1984 | 34e             | 98e           |                      |                |                  |                 |                 |                |              |  |              |  |                   |
| 1985 | 23e             | 27e           |                      | 23e            | 10e              | 24e             |                 |                | 9e           |  |              |  |                   |
| 1986 | 21e             | 17e           | 40e                  | 7e             | 8e               | 6e              |                 | 21e            |              |  | 16e          |  |                   |
| 1987 | 13e             | 12e           | 5e                   | 7e             | 14e              |                 | 9e              |                | ↑            |  | 19e          |  | 22e (SPP)         |
| 1988 | 24e             | 15e           | 6e                   | 5e             | 5e               |                 | 10e             | 14e            |              |  | 29e          |  | 17e (UWB)         |
| 1989 |                 | 30e           | 6e                   |                | 20e              | 51e             |                 | 22e            | ↑            |  |              |  | 59e (UWB)         |
| 1990 |                 | 15e           | 23e                  | 40e            | 36e              | 107e            | 11e             |                |              |  |              |  |                   |
| 1991 | 55e             | 6e            | 10e                  | 8e             | 12e              |                 | 8e              |                |              |  |              |  | 13e (UWB)         |
| 1992 | 67e             | 85e           | 15e                  | 21e            | 51e              |                 |                 |                |              |  |              |  |                   |
| 1993 | 14e             | 31e           | 4e                   | 7e             | 37e              |                 | 13e             |                |              |  |              |  | 13e (UWB)         |
| 1994 |                 |               | 8e                   |                |                  |                 | 31e             |                | 20e          |  |              |  |                   |
| 1995 |                 |               | 17e                  | 25e            |                  |                 | 23e             |                |              |  |              |  |                   |
| 1996 |                 |               | 37e                  |                |                  |                 |                 |                | 24e          |  |              |  |                   |

Wielerploegen van Marc Sergeant
De Roo ·
De Witte ·
Devos ·
Frijns ·
Havik ·
Hildred ·
Van Houwelingen ·
Janiszewski ·
F. van Katwijk ·
P. van Katwijk ·
Maertens  ·
Pirard ·
Sergeant (vanaf 01/09)  ·
Van Linden ·
Van Vlierberghe ·
Vandeperre ·
Vanhaerens · 
Verlinden ·
Versluys · 
J. Wellens ·
L. Wellens (vanaf 01/03) ·
P. Wellens
De Roo ·
Devos ·
Frijns ·
Janiszewski ·
F. Maertens  ·
M. Maertens ·
Matthys ·
Segers ·
Sergeant ·
Stevens (vanaf 01/08) ·
Van Vlierberghe ·
Verlinden ·
Versluys · 
J. Wynants ·
L. Wijnants ·
Willems
Baeyens · De Cnijf · Dernies · Godimus · Govaerts · Haghedooren ·  Ilegems · Lieckens · McKenzie · Onnockx ·  Rossel · Schepers · Sergeant ·  Van Eynde ·  Van Oyen
Baeyens · Bomans · Dernies · Goessens · Haghedooren ·  Ilegems · Lieckens · Lurquin · Mannaerts · McKenzie · Nevens · Onnockx · Segers · Sergeant · Somers · Van De Vijver · Van de Walle ·  Van Eynde ·  Van Holen ·  Van Itterbeeck ·  Van Oyen
Bomans · Dernies · Goessens · Lieckens · Lurquin · Mannaerts · Nevens · Roes · Sergeant · Van De Vijver · Van de Walle ·  Van Eynde ·  Van Itterbeeck ·  Vekemans ·  Verdonck ·  Wijnant ·  Willems
van Aert ·
Assez ·
Bafcop ·
Beirnaert ·
Bruyere ·
Criquielion ·
De Wolf ·
Devos ·
Haex ·
Hendrickx ·
Ichikawa ·
Jacobs ·
Lieckens ·
Matthys (tot 31/03) ·
Morjean ·
Olsen ·
Poissonnier (tot 15/04) ·
Räkers ·
Rogiers ·
Sergeant ·
Vandenbrande ·
Vandenbroucke (tot 15/05) ·
Veenstra ·
Watson ·
Wynants
van Aert ·
Bafcop ·
Beirnaert ·
Bock ·
Bruyere ·
Criquielion ·
De Wolf ·
Devos ·
Haex ·
Hendrickx ·
Ichikawa ·
Jacobs ·
Lieckens ·
Lippens ·
Morjean ·
Räkers ·
Rogiers ·
Sergeant ·
Soenens ·
Triebel ·
Van Himst ·
Veenstra ·
Verbeken ·
Wynants
Bouwmans ·
Cornelisse ·
de Koning ·
de Rooij · 
Dürst ·
Freuler ·
Jekimov ·
Lieckens ·
Lubberding ·
Ludwig  ·
Nulens · 
Peiper · 
Planckaert ·
Rooks ·
Rozendal · 
Sergeant · 
Talen ·
Theunisse (tot 15/08) · 
van der Pas · 
Van Lancker ·
van Poppel ·
van Vliet (tot 30/04) ·
Wampers ·
Mulders (stagiair)
Bouwmans ·
de Koning ·
Dhaenens  ·
Fondriest · 
Freuler (tot 31/01) ·
Hanegraaf ·
Heppner ·
Jekimov ·
Knuvers ·
Legrand ·
Lieckens ·
Lubberding ·
Ludwig  ·
Nulens · 
E. Planckaert (tot 30/04) ·
Rozendal · 
Sergeant · 
Strouken · 
van de Vin ·
Van Lancker ·
van Orsouw · 
Vink · 
Wampers ·
Zen ·
Zjdanov ·
J. Planckaert (stagiair) 
Bouwmans ·
de Koning ·
Dhaenens (tot 15/08) ·
Fondriest · 
Hanegraaf ·
Jekimov ·
Knuvers ·
Lubberding ·
Ludwig  ·
Nelissen ·
Nulens · 
Planckaert ·
Sergeant ·  
van de Vin ·
Van Lancker ·
van Orsouw · 
Vink · 
Zen ·
Zjdanov
Bouwmans ·
Cornillet ·
Jekimov ·
Laurent ·
Le Clerc ·
Mottet ·
Nelissen ·
Neljoebin ·
Nulens ·
Pensec ·
Planckaert ·
Sergeant ·
Talmant · 
Verhoeven ·
Wüst ·
Zjdanov ·
Jonker (stagiair) ·
Vasseur (stagiair)
Bouwmans ·
Cornillet ·
De Wael ·
De Wolf (tot 30/06) ·
Jonker ·
Laurent ·
Louviot ·
Mottet ·
Nelissen ·
Nulens ·
Pensec ·
Planckaert ·
Schurer ·
Sergeant ·
Talmant · 
Vasseur ·
Verhoeven ·
de Vries ·
Wüst ·

van der Steen (stagiair) ·
Thebes (stagiair) 
Baguet · Corvers · M. De Clercq · P. De Clercq · Farazijn · Francois · Frison · Mattan · Moreels · Nelissen · Sergeant · Sunderland · Tchmil · Van de Wouwer · Van Hyfte · Vandenbroucke (tot 31/03) · Verdonck · Detilloux (stagiair) · d'Haemers (stagiair) · Verdeyen (stagiair)
Bouvard · Bracke · Corvers · Demarbaix · Detilloux · Farazijn · Fleischer · Frison · Kozlitin · Mattan · Nelissen · Sergeant · Sunderland · Tchmil · Van de Wouwer · Van Hyfte · Verbeken · Verbrugghe · Wauters · De Waele (stagiair) · Trouvé (stagiair) · Vandenbroucke (stagiair)